# Ries-Ereignis
Beim Ries-Ereignis (auch Ries-Impakt) handelt es sich um einen Asteroideneinschlag, der sich vor etwa 15 Millionen Jahren im heutigen Süddeutschland ereignete. Der dabei entstandene Einschlagkrater Nördlinger Ries hat einen Durchmesser von etwa 24 km, was von der Umwandlung einer sehr großen Energiemenge zeugt. Das nahe Steinheimer Becken und eine Anzahl kleinerer Krater auf der Fränkischen Alb und im Gebiet des Bodensees entstanden nach neueren Erkenntnissen nicht gleichzeitig mit dem Nördlinger Ries und zählen somit nicht zum Ries-Ereignis.

## Ablauf des Ries-Impakts
Das Nördlinger Ries zählt zu den am besten erforschten Einschlagkratern der Erde. Da seit 1960 nachgewiesen werden konnte, dass die Entstehung des Rieskraters auf den Einschlag eines Asteroiden zurückzuführen ist, wurde von der Wissenschaft eine recht detaillierte Vorstellung von den Ereignissen bei seiner Entstehung vor 14,6 ± 0,2 Millionen Jahren (während der chronostratigraphischen Serie des Miozäns, Stufe Langhium) entwickelt. Eine jüngste geophysikalische Untersuchung konnte anhand der unterschiedlichen Impaktgesteine belegen, dass der Ries-Impaktor von N-NNW einschlug.

### Asteroid
In nur wenigen Sekunden durchquerte ein Himmelskörper, ein Asteroid mit einem Durchmesser von etwa 1,5 km, mit einer Geschwindigkeit von 20 km/s (72.000 km/h) die Erdatmosphäre. Als Meteor, dessen scheinbare Helligkeit selbst die der Sonne übertraf, hatte er sich aus einer westlichen Richtung kommend beinahe ungebremst der Erdoberfläche genähert. Das von einem weiteren Körper erzeugte und deutlich kleinere ca. 40 km südwestlich liegende Steinheimer Becken scheint nach neuesten Ergebnissen nicht gleichzeitig entstanden, sondern mehrere hunderttausend Jahre jünger zu sein.
Die folgende Beschreibung des Impakts bezieht sich auf das Stück, dessen Einschlag zur Bildung des Rieskraters geführt hat.

### Aufschlag
Sekundenbruchteile, bevor der Himmelskörper die Erdoberfläche im Winkel von etwa 30° traf, wurde die zwischen dem Asteroiden und der Erdoberfläche befindliche Luft zusammengepresst und erhitzt, der oberflächlich aufliegende Erdboden, Sand und Geröll verdampften schlagartig und wurden zusammen mit der komprimierten Luft seitlich unter dem Asteroiden herausgedrückt. Der Auswurf erfolgte mit einer Geschwindigkeit, die jene des Asteroiden noch um ein Vielfaches übertraf. Dieser Vorgang wird daher als Jetting bezeichnet. Aufgeschmolzenes Oberflächenmaterial wurde mit hoher Geschwindigkeit bis zu 450 km weit geschleudert. Die aufgeschmolzenen Sande gingen in einem eng umgrenzten Gebiet im heutigen Böhmen und Mähren nieder. Dort werden diese zu kleinen Glastropfen erstarrten Schmelztropfen, die Moldavite, noch heute gefunden.

### Kompression
Der Impaktor durchschlug das Deckgebirge aus mesozoischen Sedimentgesteinen und drang bis in eine Tiefe von etwa einem Kilometer in das Grundgebirge ein. Die Gesamteindringtiefe wird auf ca. 4 km beziffert. Sowohl der Asteroid als auch das umgebende Gestein wurden auf weniger als die Hälfte ihres ursprünglichen Volumens komprimiert. Bei einem Druck von einigen Millionen Bar und Temperaturen bis zu 30.000 °C verdampften der Asteroid sowie das umgebende Gestein schlagartig nur Sekundenbruchteile nach dem Auftreffen.
Die Stoßwelle breitete sich im Gestein um den Einschlagsort mit Überschallgeschwindigkeit aus. Mit zunehmendem Abstand ließ die Beanspruchung der Gesteine durch Druck und Temperatur nach, sie wurden nur noch teilweise aufgeschmolzen bzw. unter hohem Druck und hoher Temperatur umgewandelt. Durch die sogenannte Stoßwellen-Metamorphose wurde Quarz in Coesit oder Stishovit umgewandelt, es kam auch zur Bildung von diaplektischen Gläsern. Kilometerweit um den Einschlagspunkt wurde das Gestein deformiert und unter dem Druck verflüssigt.

### Auswurf
Etwa zwei Sekunden nach dem Aufschlag begann die Hauptauswurfphase: Nach dem Durchlauf der Stoßwelle federte das Gestein zurück, der neue Kraterboden hob sich, und im Zentrum bildete sich ein Zentralberg. Trümmer aus dem Inneren des Kraters wurden in Form einer kegelförmigen Front (Auswurfvorhang) herausgeschleudert (ballistischer Auswurf), in der Randzone des Kraters wurden größere Blöcke über die Oberfläche geschoben (Roll-Gleit-Mechanismus). Beim Auswurf wurden Gesteine aus den unterschiedlichsten stratigraphischen Lagen durchmischt und bildeten bis zu einer Entfernung von 40 km um den Krater eine geschlossene Auswurfdecke, die zunächst bis zu 100 Meter mächtig war. Heute werden diese Auswurfmassen in der Umgebung des Rieskraters als Bunte Trümmermassen bezeichnet.
Bei der Explosion, deren Energie der von mehreren hunderttausend Hiroshima-Bomben entsprach, wurde ein Krater mit einem Durchmesser von 8 km und einer Tiefe von 4 km ausgesprengt. Der Feuerball hob sich aus dem Krater und riss zermahlenes und teilweise aufgeschmolzenes Gestein mit.

### Kraterwachstum
Der entstandene Primärkrater war nicht stabil: Entlang seiner steilen Außenwände glitten teils kilometergroße Gesteinsschollen in Richtung des Zentrums und erweiterten den Durchmesser des Kraters auf rund 24 km. Auch der Zentralberg war nicht stabil, er sank wieder ab. Im Gegenzug wurde Material weiter außen hochgedrückt und bildete so den Inneren Ring: Diese konzentrische, um die Mitte des Kraters laufende Hügelkette ist noch heute erkennbar. Hier stehen oberflächlich magmatische Gesteine des Grundgebirges an, die bei ungestörter Lagerung außerhalb des Kraters erst 300 bis 400 Meter tiefer anzutreffen sind.
Nach etwa drei Minuten war das Kraterwachstum beendet. Einige Minuten später kollabierte auch die über dem Krater stehende Glutwolke: Die zurückfallende heiße Masse aus zermahlenem Gestein und erstarrten Schmelzen füllte den nun etwa 500 m tiefen Krater bis zu 400 m hoch auf. Auch die um den Krater liegende Auswurfdecke wurde großflächig von dem heißen Ascheregen bedeckt. Das verfestigte Material aus der Glutwolke bildet heute ein für das Nördlinger Ries typisches Impaktgestein, den Suevit. Man schätzt, dass die mächtige Suevitschicht im Krater rund 2000 Jahre benötigte, um sich von 600 °C auf 100 °C abzukühlen.

### Auswirkungen
Am Ende waren der Impaktor und 3 km³ irdisches Gestein verdampft, etwa 150 km³ Gestein wurden aus dem Krater ausgeworfen, etwa 1000 km³ wurden bewegt. Der Einschlag verursachte ein Erdbeben, dessen Magnitude nach Berechnungen den Wert 8 auf der Momenten-Magnituden-Skala erreichte. Um den Krater herum wurde eine Fläche von etwa 5000 km² meterhoch unter den ausgeworfenen Trümmermassen begraben.
Etwa 10 km östlich des Kraterrandes flossen damals Ur-Main und Ur-Altmühl in Richtung Süden. Ihre Flussläufe wurden von den Auswurfmassen unterbrochen, das Wasser staute sich im Nordosten des Rieskraters zu einem See auf. Dieser erreichte eine Ausdehnung bis zu 500 km² und erstreckte sich im Norden etwa bis zum heutigen Nürnberg.
Noch 100 km vom Einschlagsort entfernt erschien der aus dem Krater aufsteigende Feuerball etwa 30-mal so groß und 70-mal so hell wie die Sonne. Die von ihm ausgehende thermische Strahlung hatte die Kraft, noch in dieser Entfernung Fell, Gefieder und Haut von Tieren zu versengen sowie Gras und Laub sofort in Brand zu setzen. Etwa fünf Minuten nach dem Einschlag traf die atmosphärische Stoßwelle mit Windgeschwindigkeiten bis zu 600 km/h und einem Überdruck bis zu 100 Kilopascal (1 Bar) ein.
In 200 km Entfernung erschien der Feuerball etwa zehnmal so groß und hell wie die Sonne. Die Druckwelle des Einschlags, die etwa zehn Minuten benötigte, um diese Entfernung zurückzulegen, brachte mit Windgeschwindigkeiten bis zu 200 km/h rund ein Drittel aller Bäume zu Fall. Etwa 300 km südöstlich des Impakts, nahe dem heutigen Liezen, verschüttete ein möglicherweise durch das Ries-Ereignis ausgelöster Bergsturz – der heutige Pyhrnpass – den nach Norden gerichteten Lauf der Ur-Enns, sodass diese nach Süden, ins Grazer Becken, umgelenkt wurde.
Selbst in 500 km Entfernung war das durch den Impakt ausgelöste Erdbeben noch deutlich zu spüren (Stufe 4 bis 5 auf der Mercalliskala). Die Druckwelle traf nach knapp 30 Minuten ein, die Windgeschwindigkeit erreichte mit etwa 50 km/h immerhin noch Stufe 6 auf der Beaufortskala.
Mit Schallgeschwindigkeit verlief die Druckwelle in der Atmosphäre um die ganze Erde: In 20.000 km Entfernung, am Antipodenpunkt des Einschlags, traf sie nach etwa 17 Stunden ein. Die Schallintensität erreichte dort noch 40 Dezibel – damit war der Einschlag praktisch auf der ganzen Erde hörbar.

### Heutiger Zustand
In der Zeit nach dem Einschlag füllte sich der Krater mit Wasser, und ein 400 km² großer See entstand, der also nahezu das Ausmaß des Bodensees erreichte. Nach rund zwei Millionen Jahren verlandete der See. Erst während der Eiszeiten wurde der heutige Rieskessel durch Erosion freigelegt.
Eine Beschreibung der geologischen Situation, wie sie sich heute zeigt, sowie der Gesteine, die aus dem Impakt hervorgegangen sind, ist im Artikel Nördlinger Ries zu finden.

## Energie und Größe des Impaktors

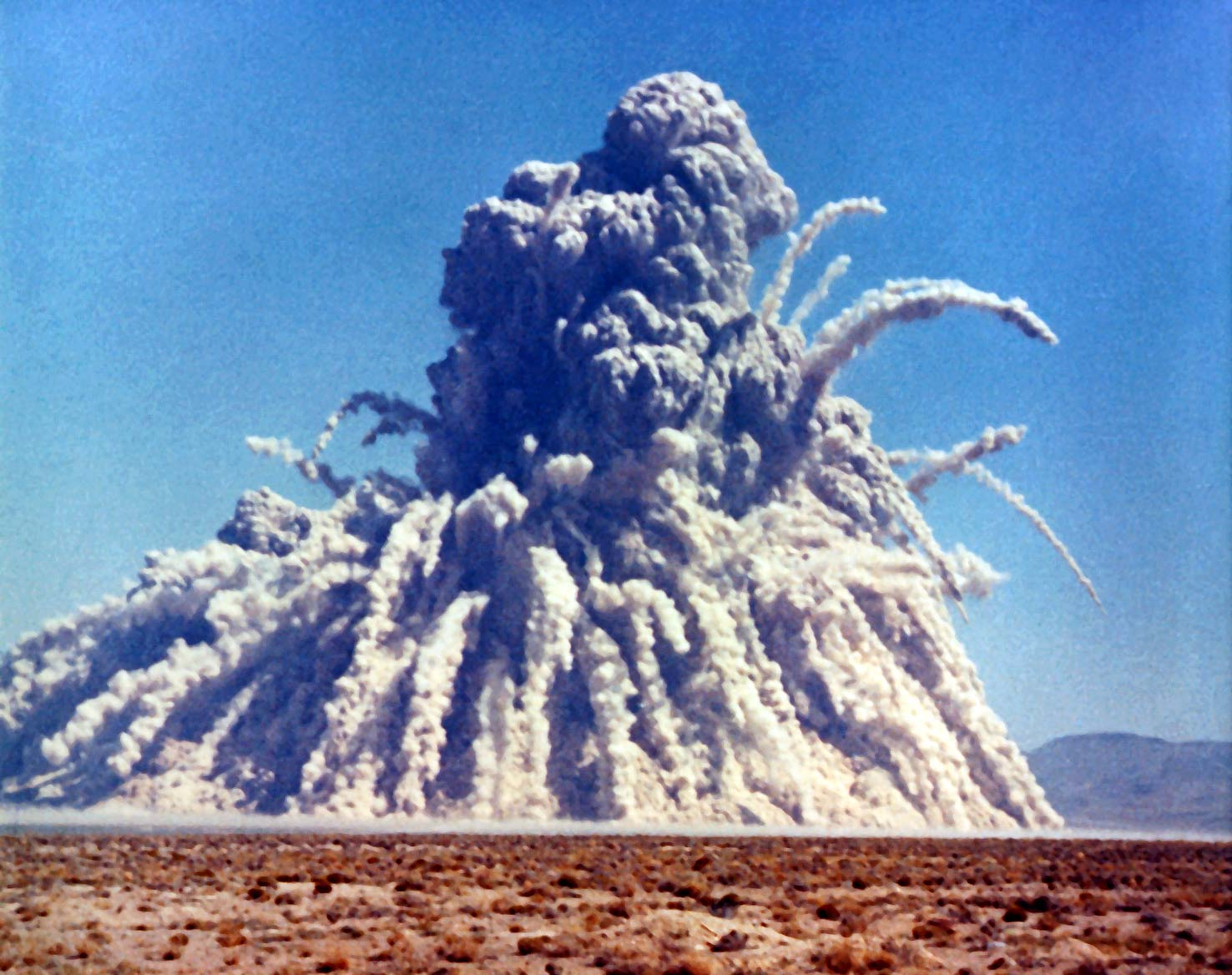
Kernwaffentest Storax Sedan, 1962

Aus der Größe eines Impaktkraters, der Messung der Schwereanomalie im Krater, der Lagerung der ausgeworfenen und den Zerstörungen in den umgebenden Gesteinen kann die für die Bildung des Kraters notwendige Energie abgeschätzt werden. Für den Rieskrater wird die beim Einschlag freigesetzte Energie auf 1019 bis 1020 Joule geschätzt. Der obere Wert entspricht etwa der 1850-fachen Energie der Eruption des Mount St. Helens im Jahr 1980 (5,4·1016 Joule) oder der 90-fachen Energie, die beim Seebeben im Indischen Ozean 2004 freigesetzt wurde (1,1·1018 Joule). Berechnungen aus 2005 zufolge könnte die Energie sogar 1021 Joule betragen haben, wenn man einen rundlichen Steinmeteoriten von 1500 m Durchmesser und 20 km/s Einschlaggeschwindigkeit annimmt.
Als weiterer Vergleich mag der zivile Kernwaffentest Storax Sedan dienen, der 1962 als Test zur friedlichen Nutzung von Atomwaffen für Erdbewegungsarbeiten durchgeführt wurde. Die Explosion hinterließ einen Explosionskrater von 390 m Durchmesser und 97 m Tiefe. Beim Ries-Ereignis wurde rund 200.000-mal so viel Energie umgesetzt wie bei diesem Test mit einer Sprengkraft von 104 Kilotonnen TNT (≈ 4,5·1014 Joule).
Da in den Gesteinen des Rieskraters keine meteoritischen Spuren des Impaktors nachgewiesen werden konnten, lassen sich keine Aussagen ableiten, um welche Asteroidenart es sich gehandelt hat. Deshalb lassen sich daraus auch keine Aussagen zur Größe des kosmischen Körpers folgern. Neue Iridium-, Rhodium- und Rutheniumhäufigkeitsverhältnisse von Suevit aus der Forschungsbohrung Enkingen deuten jedoch darauf hin, dass der Ries-Impaktor kein Steinmeteorit war. Durch Messung der Ru-Isotopenhäufigkeiten (nukleosynthetischen Ru-Isotopensignatur) des Suevit besteht die Möglichkeit, weitere Hinweise zum Projektil des Ries-Kraters zu erhalten. Modellrechnungen legen nahe, dass ein Steinmeteorit von etwa 1,5 km Durchmesser, von Südwesten kommend, wahrscheinlich im Winkel von 30° bis 50° gegen die Horizontale geneigt mit einer Geschwindigkeit von 20 km/s einschlug. Simulationen mit diesen Parametern konnten die Verteilung der beim Impakt ausgeschleuderten Moldavite recht genau wiedergeben.

## Weitere Krater

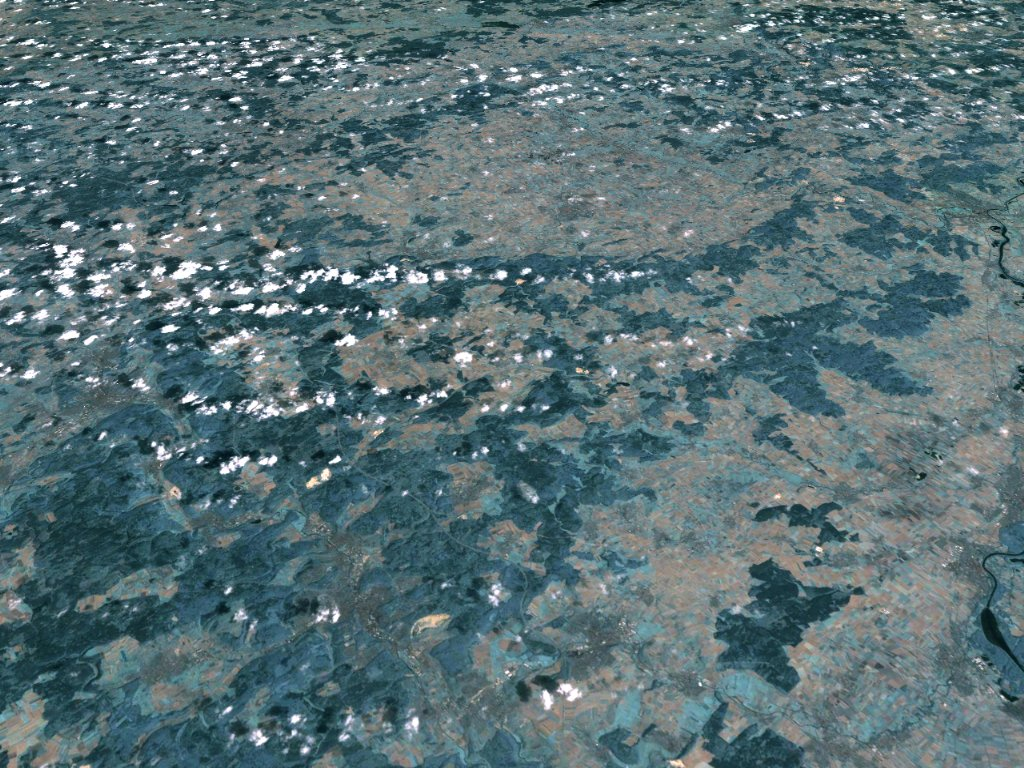
Steinheimer Becken (links vorne) und Nördlinger Ries (im Hintergrund)

### Steinheimer Becken
Etwa 40 km südwestlich des Nördlinger Rieses liegt das Steinheimer Becken (48° 41′ 12″ N, 10° 3′ 54″ O), ein weiterer Einschlagkrater, der ebenfalls rund 15 Millionen Jahre alt ist. Die ältere Ansicht war, dass er gleichzeitig mit dem Rieskrater entstanden sei. Dass die beiden benachbarten Krater unabhängig voneinander etwa zur gleichen Zeit entstanden sind, wurde als unwahrscheinlich angesehen. Nach der früheren Vermutung handelte es sich bei den kosmischen Körpern, deren Einschläge die beiden Krater hinterließen, um einen Asteroiden, der von einem deutlich kleineren begleitet wurde. Schon vor dem Eindringen in die Erdatmosphäre dürfte ihr Abstand etwa der heutigen Distanz zwischen dem Ries und dem Steinheimer Becken entsprochen haben.
Abweichend von diesem Szenario legen neuere Untersuchungen, basierend auf verschiedenen stratigraphischen und paläontologischen Analysen, die Vermutung nahe, dass das Steinheimer Becken ungefähr 500.000 Jahre nach dem Ries-Ereignis entstand.
Beim Einschlag des etwa 150 m großen Meteoriten, durch den das Steinheimer Becken entstand, wurde nur etwa ein Prozent der Energie freigesetzt, die bei der Entstehung des Rieskraters frei wurde. Etwa zwei Kubikkilometer Gestein wurden bewegt. Es entstand ein Krater mit rund 3,5 km Durchmesser, einer Tiefe von ursprünglich etwa 200 m und einem deutlich ausgeprägten Zentralberg.

### Krater auf der Fränkischen Alb
Bereits 1969 – also wenige Jahre nachdem die Entstehung des Rieskraters und des Steinheimer Beckens durch Meteoriteneinschläge nachgewiesen werden konnte – wurde das etwa 60 km östlich des Rieses gelegene Becken von Pfahldorf bei Kipfenberg (48° 57′ 42″ N, 11° 19′ 54″ O) als weiterer möglicher Meteoritenkrater mit einem Durchmesser von 2,5 km in die Diskussion gebracht. Im Jahr 1971 wurde die 30 km nordöstlich des Rieses gelegene Stopfenheimer Kuppel bei Ellingen (49° 4′ 18″ N, 10° 53′ 24″ O) mit 8 km Durchmesser als möglicher Krater gedeutet. Der Würzburger Geologe Erwin Rutte führte die Entstehung einer Anzahl weiterer rundlicher Strukturen auf der Fränkischen Alb, bis zu 90 km östlich des Rieskraters, auf Einschläge von Meteoriten, die parallel zum Ries-Impakt erfolgten, zurück. Zu den fraglichen Kratern zählen unter anderem die Wipfelsfurt beim Donaudurchbruch Weltenburg (48° 54′ 12″ N, 11° 50′ 36″ O, 850 Meter Durchmesser), eine längliche Senke nahe Sausthal bei Ihrlerstein (48° 58′ 0″ N, 11° 49′ 36″ O, Abmessungen 850 × 620 Meter), das Becken von Mendorf bei Altmannstein (48° 52′ 30″ N, 11° 36′ 6″ O, 2,5 km Durchmesser) und die Rundstruktur von Laaber (49° 4′ 48″ N, 11° 53′ 54″ O, 4,5 km Durchmesser).
Die Deutung dieser Strukturen als Impaktkrater ist allerdings umstritten. Eindeutige Beweise für einen Meteoriteneinschlag wie diaplektische Gläser oder Hochdruckminerale (Coesit, Stishovit) konnten bisher nicht erbracht werden. Die aus der Wipfelsfurt beschriebenen Strahlenkegel sind nur undeutlich ausgeprägt, sodass auch ihre Interpretation als Indikator für einen Impakt unsicher ist. So wird die Wipfelsfurt überwiegend als Auswaschung der Donau angesehen, die anderen Rundstrukturen haben ihren Ursprung vermutlich als Doline oder tektonische Geländeform.

### Meteoriteneinschlag am Bodensee
Im Schweizer Alpenvorland um St. Gallen werden Jura-Kalksteinblöcke in jüngeren Gesteinen der Molasse gefunden, deren Herkunft ungewiss ist. Aufgrund ihrer Ähnlichkeit mit den Reuterschen Blöcken – Kalksteinbrocken, die bis zu 70 km weit aus dem Ries ausgeschleudert wurden – wurde auch hier die Wirkung eines Meteoriteneinschlags, der möglicherweise gleichzeitig mit dem Ries-Ereignis stattgefunden haben könnte, diskutiert. Gestützt werden diese Überlegungen durch Funde von Strahlenkegeln. Bisher konnte allerdings noch keine entsprechende Kraterstruktur nachgewiesen werden. Möglicherweise erfolgte der Einschlag in lockere Sande der Molasse, sodass sich ein dort entstandener Krater nicht halten konnte, oder der Krater ist vom Bodensee überschwemmt worden. Detaillierte Untersuchungen, etwa durch Forschungsbohrungen, stehen noch aus.